# التصنيفات الدولية للمملكة المتحدة
تتضمن هذه المقالة قائمة التصنيفات الدولية للمملكة المتحدة.

## الفهارس مجمعة حسب الموضوع
| المؤشر                                                              | الترتيب  | عدد الدول المراجعة |
| الاقتصاد                                                            | الاقتصاد | الاقتصاد           |
| ------------------------------------------------------------------- | -------- | ------------------ |
| مؤشر التنمية البشرية 2022                                           | 15       | 187                |
| مؤشر الحرية الاقتصادية 2016                                         | 10       | 167                |
| قائمة الدول حسب مؤشر التنمية البشرية المعدل وفقا لعدم المساواة 2022 | 12       | 150                |
| مؤشر منظمة التعاون الاقتصادي والتنمية للحياة الأفضل 2016            | 16       | 38 [بحاجة لمصدر]   |
| مؤشر ليجاتوم للازدهار 2015[1]                                       | 10       | 142                |
| مؤشر النزاهة العامة 2016[2]                                         | 6        | 105                |
| مؤشر العولمة 2015                                                   |          | 207 [بحاجة لمصدر]  |
| متوسط الدخل 2013                                                    | 19       | 131 [بحاجة لمصدر]  |
| متوسط الدخل 2009–2014                                               | 19       | 35 [بحاجة لمصدر]   |
| أمريكيون من أجل الإصلاح الضريبي 2015                                | 13       | 129 [بحاجة لمصدر]  |
| مؤشر أداء الخدمات اللوجستية 2014[3]                                 | 4        | 160                |
| مؤشر جاهزية الشبكة 2014[4]                                          | 9        | 144                |
| نصيب الفرد من الإنفاق الاستهلاكي النهائي للأسر 2016[5]              | 8        | 221                |
| مؤشر سهولة ممارسة الأعمال 2017                                      | 7        | 185                |
| المنتدى الاقتصادي العالمي 2017                                      | 7        | 138                |
| قائمة الدول حسب عدد المليارديرات 2016                               | 7        | 74                 |
| مؤشر الابتكار العالمي 2024[6]                                       | 5        | 133                |
| السياسة والحريات                                                    |          |                    |
| مؤشرات الديمقراطية 2023[7]                                          | 22       | 179                |
| مؤشر الديمقراطية 2019[8]                                            | 14       | 167                |
| فريدم هاوس تصنيف الحقوق السياسية 2016[3]                            | 8        | 195                |
| فريدم هاوس تصنيف الحريات المدنية 2016[3]                            |          | 195                |
| مؤشر الدول الهشة (ترتيب عكسي) 2016[2]                               | 17       | 178                |
| مؤشر حرية الصحافة 2016                                              | 38       | 180                |
| مؤشر حالة الحرية في العالم 2020[9][10]                              | 12       | 187                |
| مؤشر العالم للحرية الأخلاقية 2020[11]                               | 38       | 160                |
| مؤشر مدركات الفساد 2015                                             | 10       | 175                |
| العسكرية                                                            |          |                    |
| مؤشر السلام العالمي 2017[12]                                        | 41 ▲ 6   | 163                |
| البحرية التجارية                                                    | 10       | 39                 |
| الرعاية الصحية                                                      |          |                    |
| إجمالي الإنفاق الصحي للفرد 2015                                     | 17       | 188                |
| مؤشر المستهلك الصحي الأوروبي 2017[13]                               | 15       | 35                 |
| أخرى                                                                |          |                    |
| تقرير الفجوة العالمية بين الجنسين 2015                              | 20       | 144                |
| تقرير السعادة العالمي 2017[14]                                      | 19 ▲ 4   | 157                |
| تقرير حالة الأمهات حول العالم الخاص بمنظمة أنقذوا الأطفال 2015[15]  | 24       | 179                |
| Wikipedia page edits 2013                                           | 4        | 155+               |

## التصنيفات الجغرافية
| المقياس                                      | الرتبة | عدد الدول المراجعة | التفاصيل                                                         |
| -------------------------------------------- | ------ | ------------------ | ---------------------------------------------------------------- |
| قائمة الدول والتبعيات حسب المساحة            | 78     | 233                | 242,495 km2 (93,628 ميل مربع) بما فيها الأراضي والمسطحات المائية |
| قائمة الدول حسب طول السواحل                  | 18     | 196                | 12,429 كم.                                                       |
| قائمة الدول حسب تعداد السكان (الأمم المتحدة) | 21     | 233                | 67,530,172                                                       |